# マリグナント 狂暴な悪夢
『マリグナント 狂暴な悪夢』（マリグナント きょうぼうなあくむ、Malignant）は、2021年のアメリカ合衆国のホラー・スリラー映画。ジェームズ・ワン、イングリッド・ビス、アケラ・クーパーによるオリジナルストーリーをもとに、クーパーが脚本を担当し、ジェームズ・ワンが監督した。出演はアナベル・ウォーリス、ジェイク・アベル、ジョージ・ヤング、ジャクリーン・マッケンジー、マッケンナ・グレイスなど。日本ではワーナー・ブラザース久々のR18+指定となっている。
本作品は2021年9月10日に、ニュー・ライン・シネマ製作、ワーナー・ブラザース・ピクチャーズ配給により、アメリカで劇場公開およびHBO Maxでの配信が開始された。

## ストーリー
マディソンは悲惨な殺人事件の衝撃的なビジョンで麻痺してしまい、目覚めた夢が実際には恐ろしい現実であることを発見してしまう。
そして、彼女の苦悩は悪化していく。

## キャスト
※括弧内は日本語吹替。
- マディソン・ミッチェル - アナベル・ウォーリス（渋谷はるか）
  - 幼少期のマディソン - マッケナ・グレイス（川上ひろみ）
- シドニー・レイク（マディソンの妹） - マディー・ハッソン（川庄美雪）
- デレク・ミッチェル（マディソンの夫） - ジェイク・アベル（宮本淳）
- ケコア・ショウ刑事 - ジョージ・ヤング（川島得愛）
- レジーナ・モス刑事 - ミコレ・ブリアナ・ホワイト（根本圭子）
- フローレンス・ウィーバー医師 - ジャクリーン・マッケンジー（竹村叔子）
- ガブリエルの声 - レイ・チェイス（間宮康弘）

## 製作
2019年7月、ジェームズ・ワンがニュー・ライン・シネマで、イングリッド・ビスと一緒に書いた原作をもとにアケラ・クーパーとJ・T・ペティが書いた脚本で監督し、マイケル・クリアと一緒に、彼の製作会社であるアトミック・モンスターの下でプロデューサーを務めることが発表された。
2019年10月24日、ワンは本作が自身のグラフィック・ノベル『Malignant Man』をベースにしたものではないことを明らかにし、「間違いなくスーパーヒーロー映画ではない。『Malignant』は、既存のIPをベースにしていないオリジナルのスリラーだ」と述べている。
2019年8月、アナベル・ウォーリス、ジョージ・ヤング、ジェイク・アベルが本作にキャスティングされた  。2019年9月、マディー・ハッソン、ミコレ・ブリアナ・ホワイト、ジャクリーン・マッケンジーが本作のキャストに加わった 。2020年3月、マッケナ・グレイスがキャストに加わった。
製作は2019年9月24日に始まり 、2019年12月8日に終了した 。

## 公開
『マリグナント 狂暴な悪夢』は、ニュー・ライン・シネマ傘下のワーナー・ブラザース・ピクチャーズにより、2021年9月10日に米国で公開される予定。当初は2020年8月14日に公開される予定だったが、 COVID-19のパンデミックの影響で、2020年3月に公開予定から削除された。ワーナー・ブラザースは、2021年の全作品に対する計画の一環として、本作を1か月間、HBO Maxで劇場公開と同時にストリーミング配信し、その後、通常の家庭用メディアでの販売スケジュール期間まで削除することになっている。